# Carnaval
Carnaval é um festival do cristianismo ocidental que ocorre antes da estação litúrgica da Quaresma. Os principais eventos ocorrem tipicamente durante fevereiro ou início de março, durante o período historicamente conhecido como Tempo da Septuagésima (ou pré-quaresma). O Carnaval normalmente envolve uma festa pública e/ou desfile, combinando alguns elementos circenses, máscaras e uma festa pública de rua. As pessoas usam trajes durante muitas dessas celebrações, permitindo-lhes perder a sua individualidade cotidiana e experimentar um sentido elevado de unidade social.
O consumo excessivo de álcool, de carne e outros alimentos proscritos durante a Quaresma é extremamente comum. Outras características comuns do carnaval incluem batalhas simuladas, como lutas de alimentos; sátira social e zombaria das autoridades e uma inversão geral das regras e normas do dia à dia.
O termo Carnaval é tradicionalmente usado em áreas com uma grande presença católica. No entanto, as Filipinas, um país predominantemente católico romano, não comemora mais o Carnaval desde a dissolução da festa de Manila em 1939, o último carnaval no país. Nos países historicamente luteranos, como, por exemplo, a Suécia, a Noruega e a Estônia (entre outras nações), a celebração é conhecida como Fastelavn, e em áreas com uma alta concentração de anglicanos e metodistas (como a Grã-Bretanha e o sul dos Estados Unidos), as celebrações pré-quaresmais, juntamente com observâncias penitenciais, ocorrem na terça-feira de carnaval. Nas nações eslavas ortodoxas orientais, o Maslenitsa é celebrado durante a última semana antes da Grande Quaresma. Na Europa germanófila e nos Países Baixos, a temporada de Carnaval tradicionalmente abre no 11/11 (muitas vezes às 11:11 a.m.). Isto remonta à celebrações antes da época de Advento ou com celebrações de colheita da Festa de São Martinho.
O Carnaval moderno, feito com desfiles e fantasias, é produto da sociedade vitoriana do século XX. A cidade de Paris foi o principal modelo exportador da festa carnavalesca para o mundo. Cidades como Nice, Santa Cruz de Tenerife, Nova Orleans, Toronto e Rio de Janeiro se inspiraram no Carnaval parisiense para implantar suas novas festas carnavalescas. Já o Rio de Janeiro criou e exportou o estilo de fazer carnaval com desfiles de escolas de samba para outras cidades do mundo, como São Paulo, Tóquio e Helsinque.

## Etimologia
As etimologias populares afirmam que a palavra vem da expressão do latim tardio carne vale, que significa "adeus à carne", simbolizando o período de jejum que se aproxima. No entanto, esta interpretação não é apoiada por filológos.
A expressão carne levare, do italiano, é uma possível origem, que significa "remover a carne", uma vez que a carne é proibida durante a Quaresma.

## História

### Origens

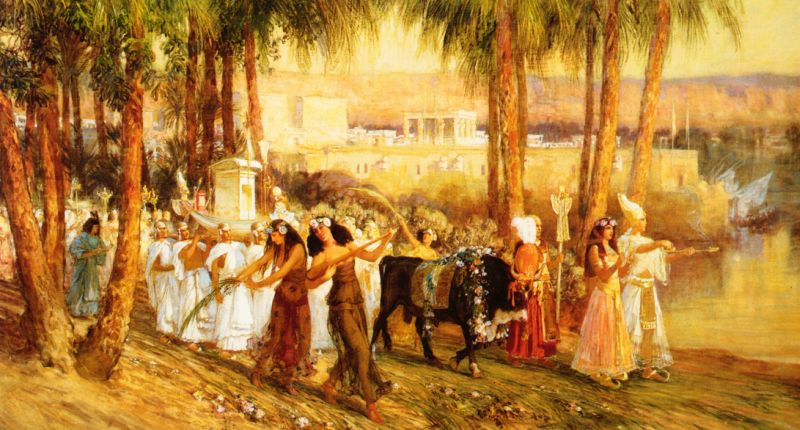
Festa do Navigium Isidis, comemorada na Roma Antiga em homenagem a deusa Ísis.

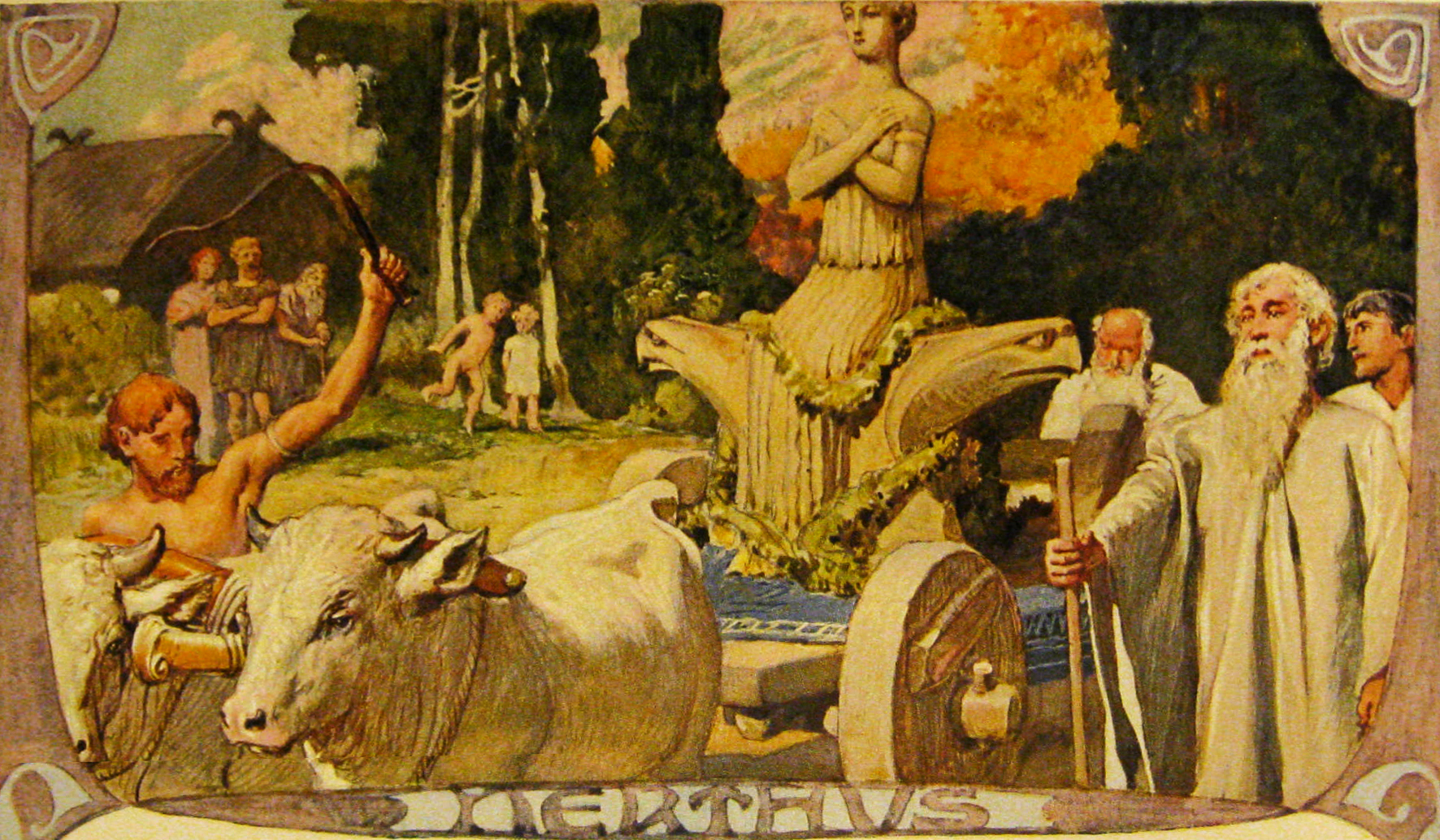
Nerto, deusa germânica da fertilidade.

Entre os antigos egípcios haviam as festas de Ísis e do boi Ápis; entre os hebreus, a festa das sortes; entre os gregos antigos, os bacanais; na Roma Antiga, as lupercais, as saturnais. Festins, músicas estridentes, danças, disfarces e licenciosidade formavam o fundo destes regozijos. Os gauleses tinham festas análogas, especialmente a grande festa do inverno, marcada pelo adeus à carne, visto que, a partir dela, se fazia um grande período de abstinência e jejum, como o seu próprio nome em latim "carnis levale" o indica.
Outros estudiosos defendem a origem do nome romano para a festa do Navigium Isidis ("navio de Isis"), onde a imagem de Ísis era levada à praia para abençoar o início da temporada de velejamento. O festival consistia em um desfile de máscaras que seguia um barco de madeira decorado, possivelmente a origem dos carros alegóricos dos carnavais modernos.
Do ponto de vista antropológico, o carnaval é um ritual de reversão, no qual os papéis sociais são invertidos e as normas de comportamento são suspensas. Na Antiguidade, os povos consideravam o inverno como um reino de espíritos que precisavam serem expulsos para que o verão voltasse. O Carnaval pode ser considerado assim como um rito de passagem da escuridão para a luz, do inverno ao verão: uma celebração da fertilidade, a primeira festa de primavera do ano novo.
Várias tribos germânicas celebravam o retorno da luz do dia. O inverno seria afastado, para se certificar de que a fertilidade poderia retornar na primavera. Uma figura central desse ritual era, possivelmente, a deusa da fertilidade Nerto. Além disso, há indicações de que a efígie de Nerto ou Frey era colocada em um navio com rodas e acompanhada por uma procissão de pessoas disfarçadas de animais e homens vestidos de mulheres. A bordo do navio, um casamento seria consumado como um ritual de fertilidade.
Tácito escreveu em sua obra Germânia: "Os germânicos, no entanto, não consideram consistente com a grandeza dos seres celestiais confinar os deuses dentro de muros, ou compará-los à forma de qualquer rosto humano. (...) Depois, o carro, as vestes e, se você quiser acreditar, a própria divindade, são purificados em um lago secreto". Tradicionalmente, a festa também era uma época para satisfazer desejos sexuais, que deveriam ser suprimidos durante o jejum seguinte.

### Idade Média
Em muitos sermões e textos cristãos, o exemplo de uma embarcação é usado para explicar a doutrina cristã: "a nave da igreja do batismo", "o navio de Maria", etc. Os escritos mostram que eram realizadas procissões com carruagens semelhantes a navios e festas suntuosas eram celebradas na véspera da Quaresma ou com a saudação da primavera no início da Idade Média. No entanto, a Igreja Católica condenava o que chamava de "devastação diabólica" e "rituais pagãos". Já no ano 325, o Primeiro Concílio de Niceia tentou acabar com estas festas pagãs.

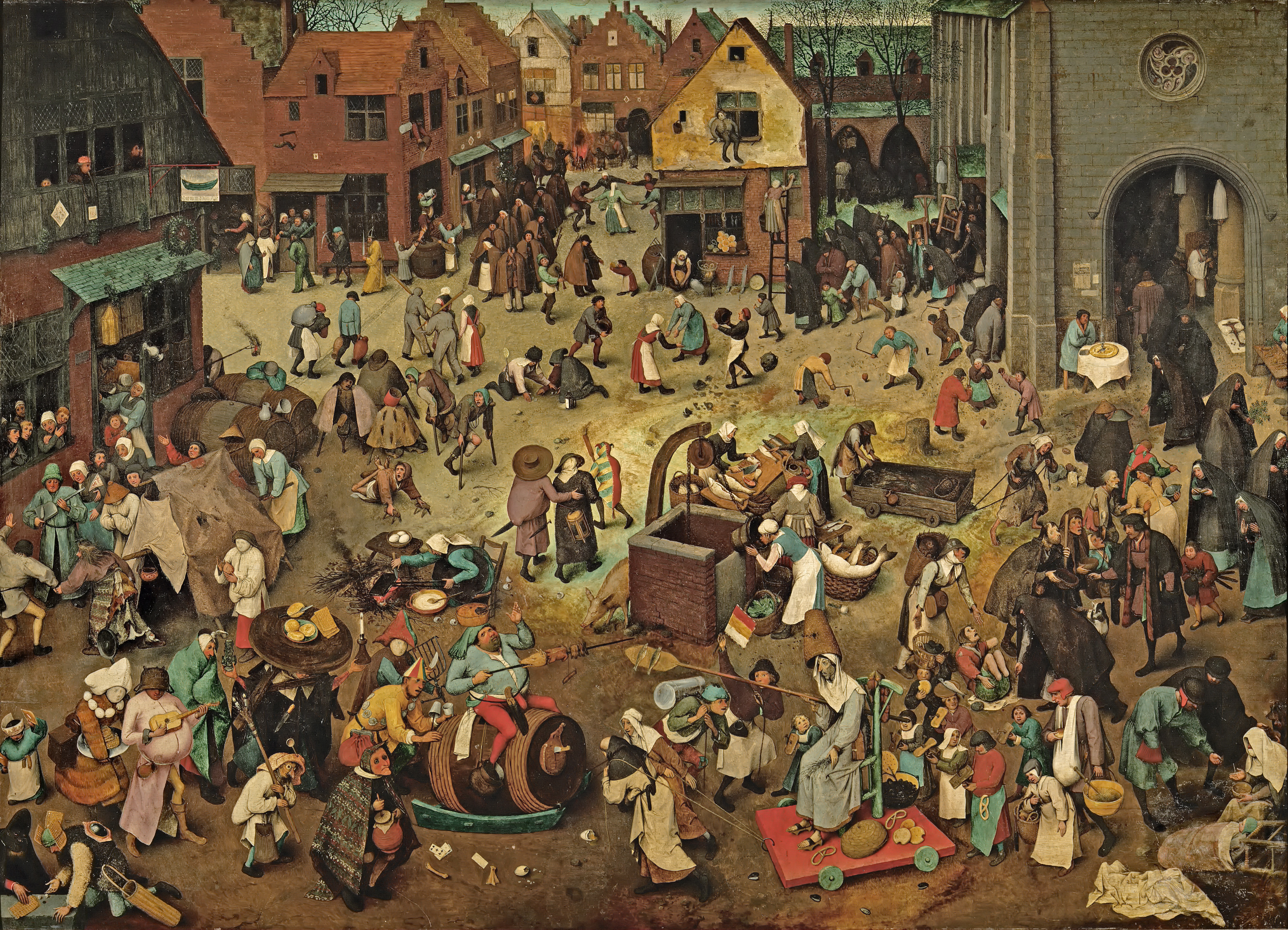
A Luta entre o Carnaval e a Quaresma (1559) — Pieter Bruegel (1564-1638) — Kunsthistorisches Museum, Viena

O período quaresmal do calendário litúrgico, as seis semanas imediatamente anteriores à Páscoa, era historicamente marcado pelo jejum, estudo e outras práticas piedosas ou penitenciais. Durante a Quaresma, não haviam festas ou celebrações, e as pessoas se abstinham de comer alimentos ricos, como carne, laticínios, gordura e açúcar. As primeiras três classes eram muitas vezes totalmente indisponíveis durante o final do inverno. O Carnaval na Idade Média não durava apenas alguns dias, mas quase todo o período entre o Natal e o início da Quaresma. Nesses dois meses, as populações católicas usavam as várias férias católicas como uma saída para suas frustrações diárias.
Muitos sínodos e conselhos tentaram definir regras para o festival. Cesário de Arles (470–542) protestou por volta do ano 500 em seus sermões contra as práticas pagãs. Séculos mais tarde, suas declarações foram adaptadas como os blocos de construção do Indiculus superstitionum et paganiarum ("pequeno índice de práticas supersticiosas e pagãs"), que foi redigido pelo Sínodo de Leptines em 742. Ele condenou o Spurcalibus en februario. O Papa Gregório Magno (590–604) decidiu que o jejum começaria na quarta-feira de cinzas. Todo o evento carnavalesco era estabelecido antes do jejum, para criar uma divisão clara entre o pagão e o costume cristão. Também era costume que, durante o Carnaval, a classe dominante fosse zombada usando máscaras e disfarces.
No ano 743, o sínodo em Leptines (próximo de Binche, na Bélgica) falou furiosamente sobre os excessos no mês de fevereiro. Também a partir do mesmo período data a frase: "Quem em fevereiro, por uma variedade de atos menos honrosos, tenta expulsar o inverno, não é um cristão, mas um pagão." Livros de confissão de cerca do ano 800 contêm mais informações sobre como as pessoas vestiam-se como animais ou idosos durante as festas em janeiro e fevereiro, mesmo que isto fosse considerado um pecado. Também em Espanha, São Isidoro de Sevilha queixou-se, em seus escritos no século VII, de pessoas saindo pelas ruas disfarçadas, em muitos casos, como o gênero oposto.

### Cristianização
Gradualmente, a autoridade eclesiástica começou a perceber que o resultado desejado não poderia ser alcançado através da proibição das tradições, o que acabou levando a um grau de cristianização da festividade. Os festivais passaram, então, a fazer parte da liturgia e do ano litúrgico.
Embora formando uma parte integrante do calendário cristão, em regiões católicas particularmente, muitas tradições carnavalescas se assemelham àquelas do período pré-cristão. Acredita-se que o Carnaval italiano seja, em parte, derivado das festividades romanas antigas da Saturnalia e da Bacchanalia. As Saturnálias, por sua vez, podem ser baseadas nas festas dionisíacas da Grécia Antiga e em festivais orientais.
Enquanto desfiles medievais e festivais como Corpus Christi eram sancionados pela Igreja, o Carnaval também era uma manifestação da cultura folclórica medieval. Muitos costumes locais do Carnaval podem derivar de rituais pré-cristãos locais, tais como os ritos elaborados que envolvem figuras mascaradas no Fastnacht germânico. No entanto, evidências ainda são insuficientes para estabelecer uma origem direta da Saturnália ou outras festas antigas com o Carnaval. Não existem relatos completos de saturnais e as características da festa, como reviravoltas de papéis sociais, igualdade social temporária, máscaras e rompimento de regras permitidas, não constituem necessariamente aspectos coerentes com esses festivais. Essas semelhanças podem representar um reservatório de recursos culturais que podem incorporar múltiplos significados e funções. Por exemplo, a Páscoa começa com a ressurreição de Jesus, seguida por um período liminar que termina com o renascimento. O Carnaval inverte isto com o "Rei Carnaval", que ganha vida e um período liminar que segue antes de sua morte. Ambas as festas são calculadas pelo calendário lunar. Tanto Jesus quanto o "Rei Carnaval" podem ser vistos como figuras expiadoras que fazem um presente ao povo com suas mortes. No caso de Jesus, o dom é a vida eterna no céu, e no caso do Rei Carnaval, o reconhecimento de que a morte é uma parte necessária do ciclo da vida. Além do antijudaísmo cristão, as semelhanças entre rituais e imagens da Igreja e do Carnaval sugerem uma raiz comum. A paixão de Cristo é grotesca: desde o início do cristianismo, Cristo é considerado vítima de um julgamento sumário e é torturado e executado por romanos diante de uma multidão judaica ("Seu sangue está sobre nós e sobre nossos filhos!" Mateus 27: 24-25 ). As procissões da Semana Santa na Espanha incluem multidões que insultam vociferamente a figura de Jesus. A irreverência, a paródia, a degradação e o riso em uma efígie tragicômica de Deus podem ser vistos como intensificações da ordem sagrada. Em 1466, a Igreja Católica sob o Papa Paulo II reviveu os costumes do carnaval de Saturnália: os judeus foram forçados a correr nus pelas ruas da cidade de Roma. "Antes de correrem, os judeus eram ricamente alimentados, de modo a tornar a corrida mais difícil para eles e ao mesmo tempo mais divertida para os espectadores. Eles correram ... entre os gritos sarcásticos e risadas de Roma, enquanto o Santo Padre estava sobre um balcão ricamente ornamentado enquanto ria de coração", relata uma testemunha ocular.:74

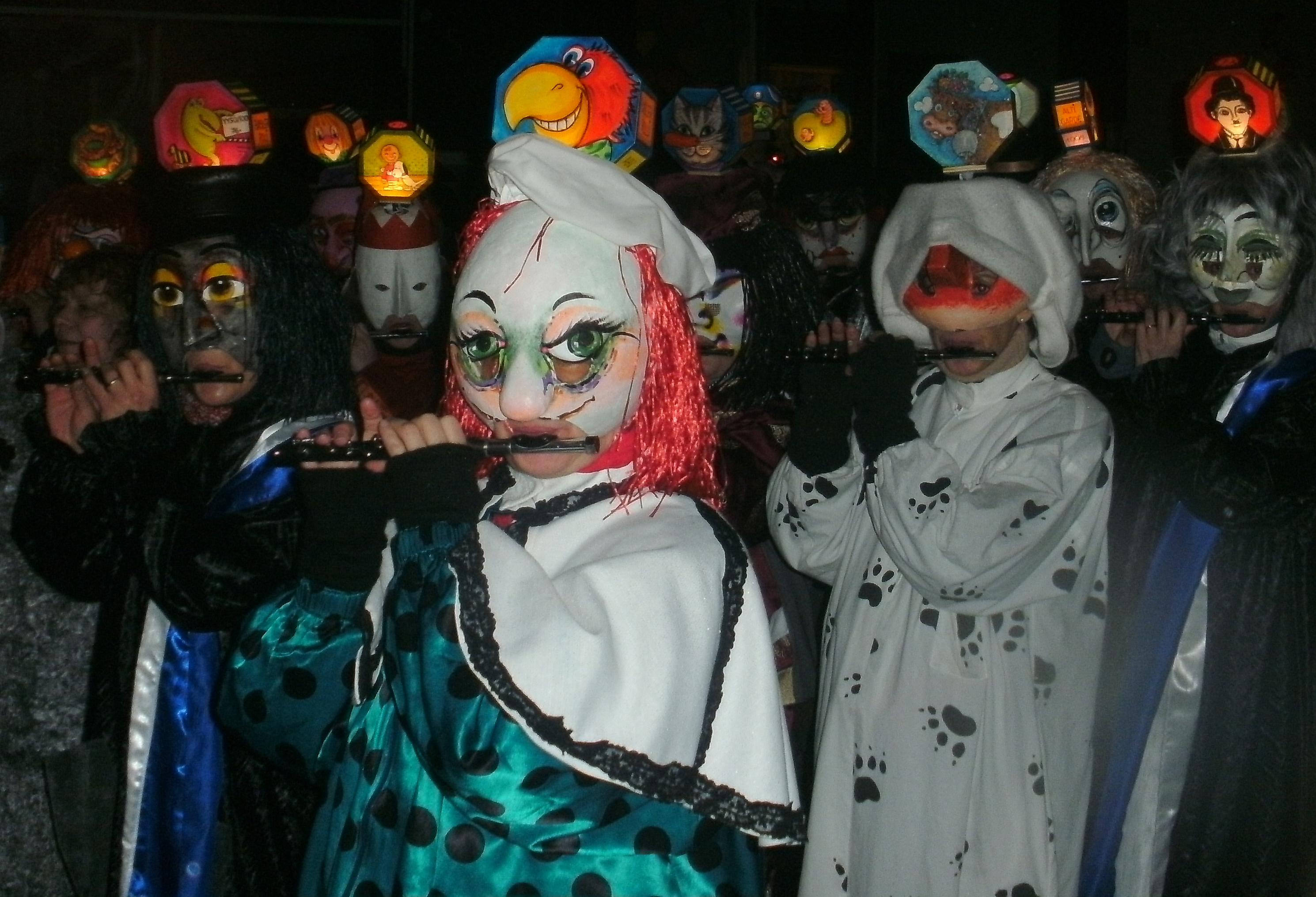
Morgestraich 2010 em Basileia, Suíça, Jogador flautim (Piccolo) com lanterna de cabeça

Algumas das tradições mais conhecidas, incluindo desfiles e máscaras, foram registradas pela primeira vez na Itália medieval. O Carnaval de Veneza foi, durante muito tempo, o Carnaval mais famoso (embora Napoleão tenha abolido a festa em 1797 e só em 1979 a tradição restaurada tenha sido restaurada). Da Itália, as tradições do Carnaval se espalharam para Espanha, Portugal e França, e da França para a Nova França na América do Norte. De Espanha e Portugal, se espalhou com a colonização para o Caribe e a América Latina. No início do século XIX na Renânia alemã e Países Baixos do Sul, a tradição medieval enfraquecida também foi revivida. Continuamente nos séculos XVIII e XIX, como parte dos abusos cometidos contra judeus na Saturnalia em Roma, rabinos de guetos eram forçados a marchar através das ruas da cidade usando trajes ridículos, sendo expostos à multidão. Uma petição da comunidade judaica de Roma enviada em 1836 ao Papa Gregório XVI para parar com os abusos anuais saturnalistas obteve uma negação: "Não é oportuno fazer qualquer inovação".:33,74–75 Na Renânia em 1823, o primeiro desfile de Carnaval moderno ocorreu em Colônia.

## Data
O Carnaval ocorre 47 dias antes da Páscoa, em fevereiro, geralmente, ou em março. Conforme o Cálculo da Páscoa, ocorre próximo do dia de Lua Nova. Assim, poderá calhar próximo do ano novo chinês, se calhar antes ou próximo de 19 de fevereiro No século XXI, a data em que ocorreu mais cedo foi a 5 de fevereiro  de   2008 e a que ocorrerá mais tarde será a 9 de março  de   2038, essa data também é a mesma de 9 de março  de   1943, a data de carnaval mais tardia do Século XX, assim como a data tardia do Século XIX é 2 de março  de   1897, além de ter acontecido duas vezes nesse século, 46 anos antes da data que ocorreu mais tarde no Século XX. Embora seja possível em outros séculos, o dia do Carnaval não ocorrerá a 3 ou 4 de fevereiro durante todo o século XXI, como exemplo no Século XX a data em que o carnaval ocorreu mais cedo foi a 4 de fevereiro  de   1913, outra data que é bastante rara o Carnaval ocorrer é o dia 29 de fevereiro, que ocorrerá em 29 de fevereiro  de   2028 e que ocorreu a última vez em 29 de fevereiro  de   1876.

### Cálculo
Todas as datas eclesiásticas são calculadas em função da data da Páscoa, com exceção do Natal. Como o Domingo de Páscoa ocorre no primeiro domingo após a primeira lua cheia que se verificar a partir do equinócio da primavera (no hemisfério norte) ou do equinócio do outono (no hemisfério sul), e a Sexta-feira da Paixão é a que antecede o Domingo de Páscoa, então a Terça-feira de Carnaval ocorre 47 dias antes da Páscoa.

## Lusofonia

### Angola

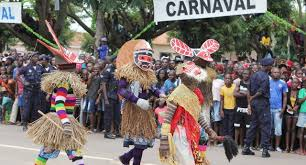
Carnaval de Luanda em 2017.

O carnaval veio para Angola com os colonos portugueses e era conhecido também por entrudo. Os primeiros registos de festejos carnavalescos em Angola remontam ao ano de 1857. Deixou de ser festejado depois do começo da Guerra de Independência de Angola em 1961, voltando só em 1978. Partiu da iniciativa do próprio presidente Agostinho Neto que designou as festas de Carnaval da Vitória para marcar a expulsão do exército sul-africano a 27 de Março de 1976.

### Brasil
No Brasil, o primeiro registro do entrudo, um antigo folguedo lusitano realizado nos três dias que antecedem a entrada da Quaresma, ocorre no ano de 1533 com a chegada dos primeiros colonos portugueses à Capitania de Pernambuco, no Brasil Colônia. A festa da aclamação de D. João, em 1641, promovida pelo governador Martim Correia de Sá, no Rio de Janeiro, também é considerada uma precursora do carnaval brasileiro. No Rio de Janeiro, tanto as pessoas escravizadas quanto as famílias de origem europeia participavam do entrudo. Os "limões de cheiro", bolas de cera que levavam em seu interior água e, em alguns casos, urina, eram arremessadas das janelas nos passantes.
O carnaval de rua do Rio de Janeiro é designado pela Guinness World Records como o maior carnaval do mundo, com aproximadamente dois milhões de pessoas por dia. As escolas de samba são grandes, entidades sociais com milhares de membros e um tema para sua música e desfile a cada ano. No Carnaval do Rio, as escolas de samba desfilaram no Sambódromo do Rio de Janeiro. Algumas das mais famosas incluem GRES Acadêmicos do Salgueiro, GRES Império Serrano, GRES Estação Primeira de Mangueira, GRES Portela, GRES Imperatriz Leopoldinense, GRES Beija-Flor de Nilópolis, GRES Mocidade Independente de Padre Miguel e, recentemente, GRES Unidos da Tijuca,GRES Unidos do Viradouro e GRES União da Ilha do Governador. Os turistas locais pagam 500-950 dólares, dependendo do traje, para comprar um traje de samba e dançar no desfile. Cerca de 30 escolas no Rio reúnem centenas de milhares de participantes. Os blocos de carnaval são pequenos grupos informais com um tema definido em seu samba, geralmente satirizando a situação política. Mais de 440 blocos operam no Rio. Bandas são bandas musicais de samba, também chamadas de "bandas de carnaval de rua", geralmente formadas dentro de um único bairro ou fundo musical. A cadeia da indústria de Carnaval acumulou em 2012 quase 1 bilhão de dólares em receita.
O Carnaval Recife–Olinda é marcado pelo desfile do maior bloco de carnaval do mundo, o Galo da Madrugada. Este desfile acontece no primeiro sábado do Carnaval (sábado de Zé Pereira), passa pelo centro da cidade de Recife e tem, como símbolo, um galo gigante posicionado na Ponte Duarte Coelho. Neste bloco, há uma grande variedade de ritmos musicais, mas o mais presente é Frevo (ritmo característico de Recife e Olinda que foi declarado Património Imaterial da Humanidade pela Unesco). Em 1995, o Guinness Book declarou o Galo da Madrugada como o maior bloco de carnaval do mundo.
O Carnaval de Salvador tem grandes celebrações carnavalescas, incluindo o axé, uma música típica do estado da Bahia. Um caminhão com alto-falantes gigantes e uma plataforma, onde os músicos tocam canções de gêneros locais como axé, samba-reggae e arrocha, percorre a cidade com uma multidão seguindo enquanto dançam e cantam. Três circuitos compõem o festival. Campo Grande é o mais longo e tradicional. Barra-Ondina é o mais famoso, à beira-mar da Praia da Barra e Praia Ondina e Pelourinho.

### Cabo Verde

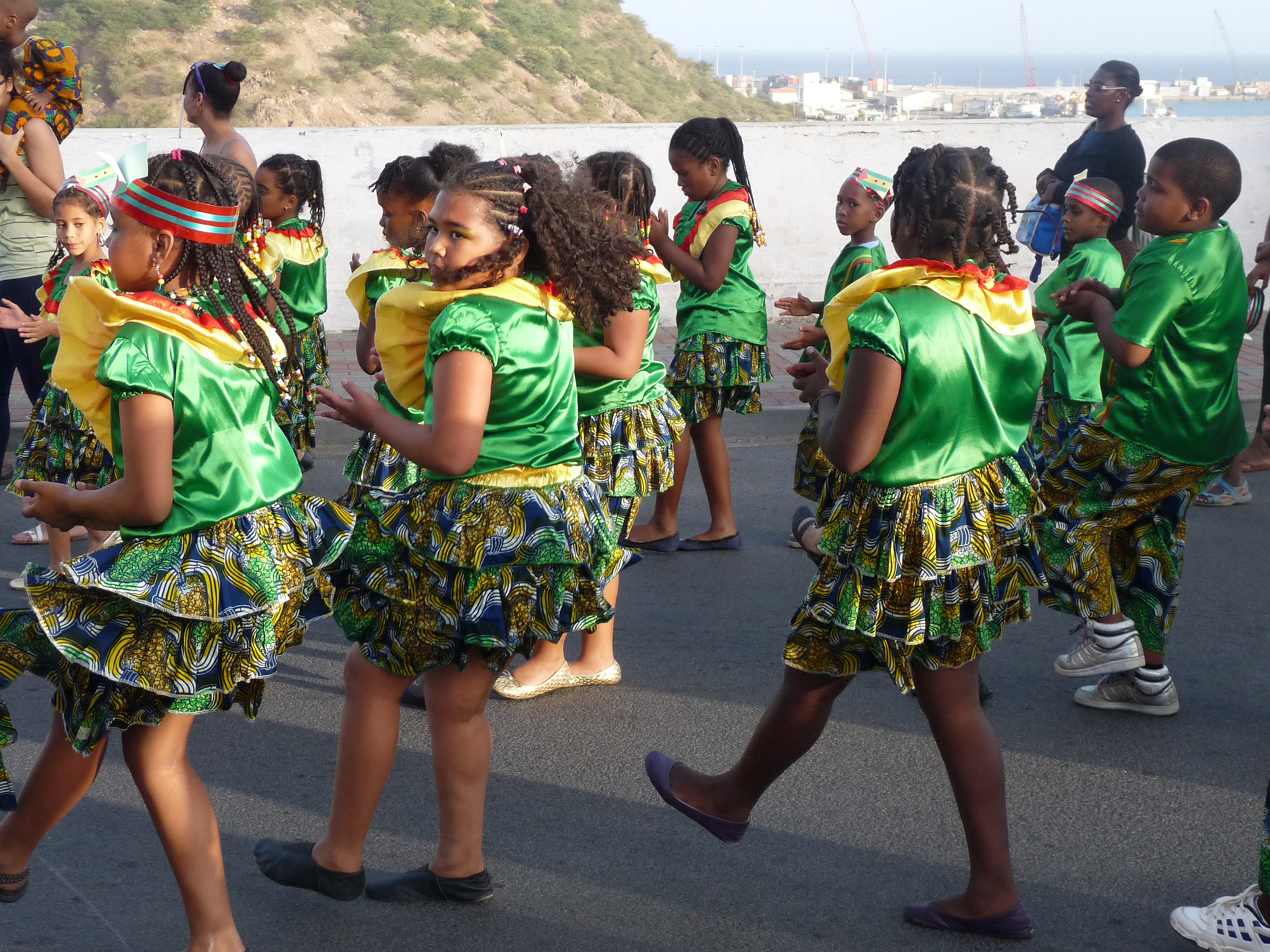
Carnaval em Praia, Cabo Verde.

O carnaval foi introduzido pelos colonos portugueses. A celebração é celebrada em cada uma das nove ilhas habitadas do arquipélago. No Mindelo, São Vicente, grupos se desafiam mutuamente por um prêmio anual. Tem importado várias tradições do carnaval brasileiro.
A celebração em São Nicolau é mais tradicional, onde os grupos estabelecidos desfilar pela Ribeira Brava, reunindo-se na praça da cidade, embora tenha adotado tambores, carros alegóricos e trajes do Brasil. Em São Nicolau, três grupos, Copa Cabana, Estrela Azul e Brilho Da Zona, constroem um flutuador pintado com fogo, jornal para o molde e ferro e aço para estrutura. Carnaval São Nicolau é comemorado em três dias: amanhecer sábado, domingo à tarde e terça-feira.

### Portugal

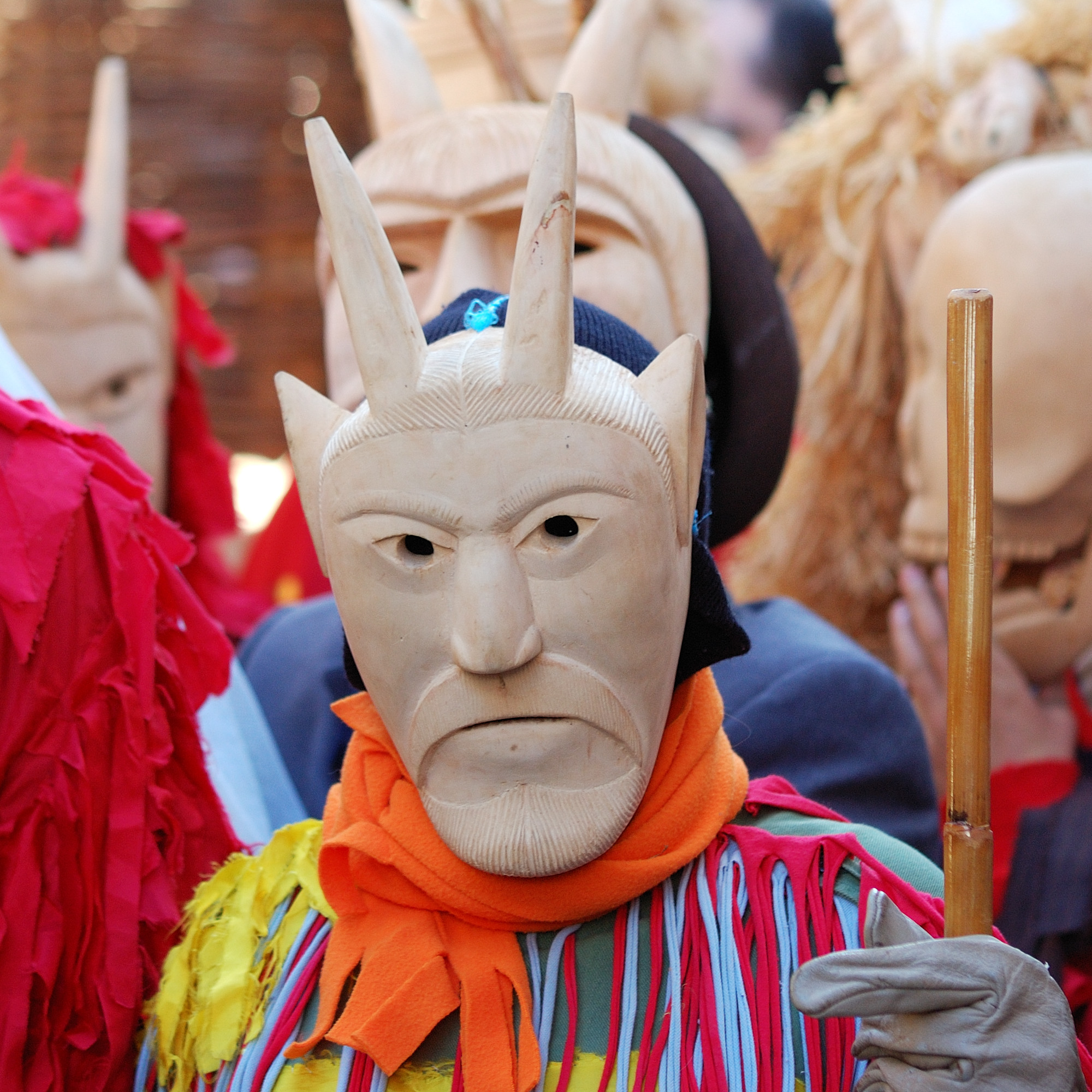
Carnaval de Lazarim

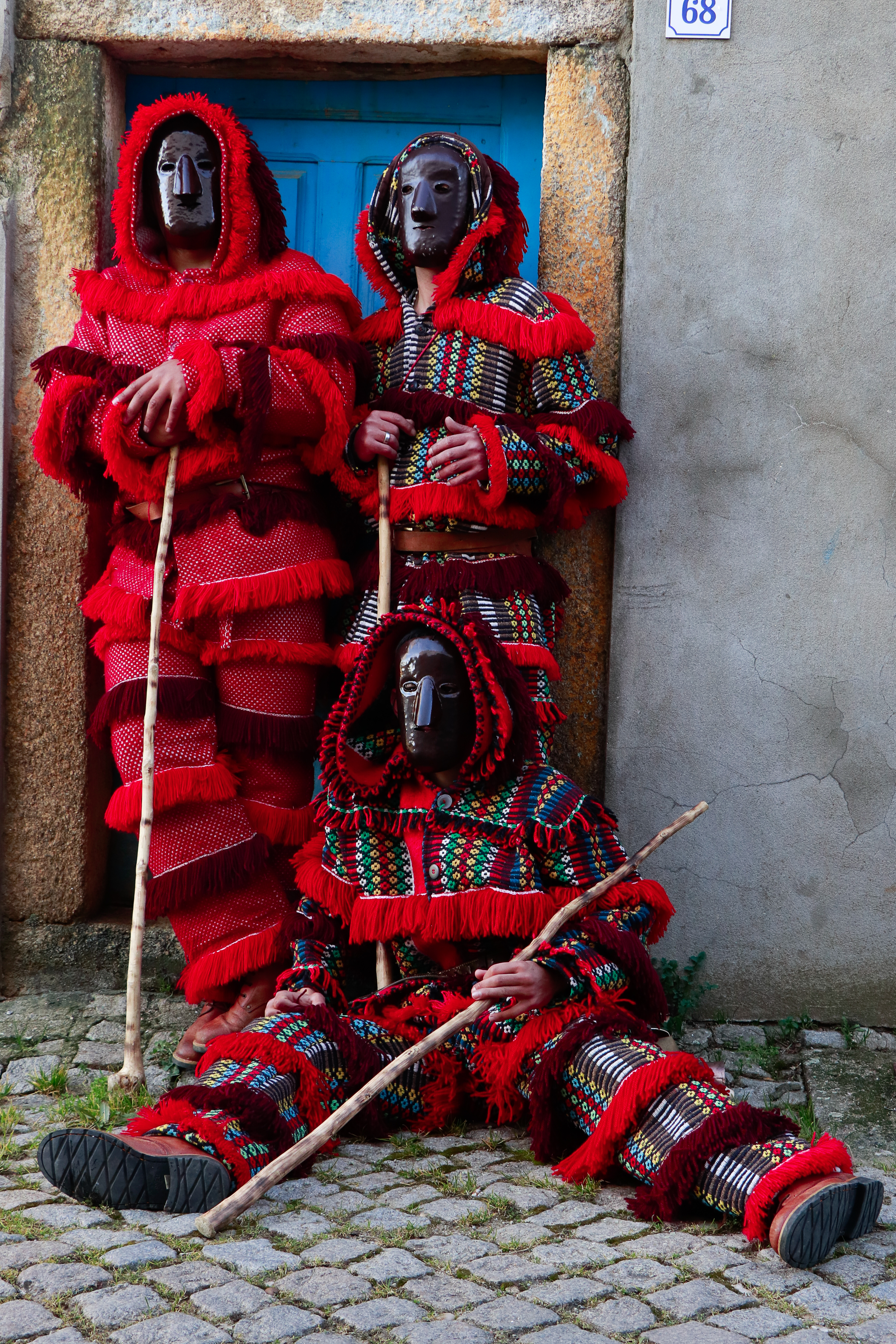
Trio de Caretos

O Carnaval de Portugal é comemorado em todo o país, o mais famoso em Ovar, Sesimbra, Madeira, Loulé, Nazaré e Torres Vedras. Os carnavais em Podence e Lazarim incorporam tradições pagãs como o careto, enquanto a celebração de Torres Vedras é provavelmente a mais típica. Embora Portugal introduziu o cristianismo e os costumes relacionados com a prática católica ao Brasil, o país começou a adotar alguns aspectos de celebrações de carnaval brasileiras, em particular as do Rio de Janeiro com desfiles sumptuosos, samba e outros elementos musicais.
Em Lazarim, uma paróquia civil no município de Lamego, as celebrações seguem a tradição pagã dos saturnalias romanos. Comemora-se queimando-se efígies coloridas e se vestindo em trajes caseiros. As máscaras de madeira feitas localmente são usadas. As máscaras são efígies de homens e mulheres com chifres, mas ambos os papéis são realizados por homens. Eles são distinguidos por suas roupas, que caricatura atributos de homens e mulheres.
Nas ilhas dos Açores, clubes locais e grupos de carnaval criam trajes coloridos e criativos. Na Ilha de São Miguel, o Carnaval conta com vendedores ambulantes vendendo massa frita, chamada Malassada. O festival na maior ilha começa com uma grande bola de gravata preta, seguida pela música latina no Coliseu Micaelense. Um desfile de crianças preenche as ruas de Ponta Delgada com crianças de cada distrito escolar em traje. Um desfile maciço continua após a meia-noite, terminando em fogos de artifício. O evento inclui performances teatrais e danças. Nas "Danças de Entrudo", centenas de pessoas seguem os dançarinos ao redor da ilha. Ao longo do show, os dançarinos representam cenas da vida diária. As "Danças de Carnaval" são contos alegóricos e cômicos atuando nas ruas. O maior está em Angra do Heroísmo, com mais de 30 grupos em execução. Mais apresentações teatrais de língua portuguesa ocorrem lá do que em qualquer outro lugar. As festividades terminam na Quarta-Feira de Cinzas, quando os moradores sentem-se para a "Batatada" ou festa de batata, em que o prato principal é bacalhau salgado com batatas, ovos, hortelã, pão e vinho. Os residentes retornam então às ruas para a queimadura do "palhaço do carnaval", terminando a estação.
Na ilha da Madeira, a capital da ilha, o Funchal, acorda na sexta-feira, antes da Quarta-Feira de Cinzas, ao som de bandas de música e desfiles de Carnaval no centro da cidade. As festividades continuam com concertos e shows na Praça do Município por cinco dias consecutivos. O desfile principal de Carnaval acontece no sábado à noite, com milhares de sambistas encheram as ruas. O tradicional evento de rua acontece na terça-feira, apresentando caricaturas ousadas. Pode-se argumentar que o Carnaval do Brasil pode ser atribuído ao período da Era dos Descobrimentos, quando as caravelas portuguesas passavam regularmente pela Madeira, um território que comemorava enfaticamente o Carnaval.